# Parc national naturel d'Amacayacu
Le parc national naturel d'Amacayacu (espagnol : Parque Nacional Natural Amacayacu) est un parc national situé le long de l'Amazone dans le département d'Amazonas au sud de la Colombie.  Il fut créé en 1975 et est depuis 2005 un des cinq parc nationaux dont la gestion a été confiée au secteur privé.

## Description générale
Le mot Amacayacu signifie « rivière des hamacs » en langue Ticuna. Les indiens Ticuna habitent dans une partie du parc.  Le parc comprend 422 000 hectares de jungle, dont une portion significative est inondée par l'Amazone durant la saison des pluies. L'altitude varie de 200 à 300 mètres, et les températures sont relativement constantes tout au long de l'année, de 26 à 28 °C. Son isolement par rapport à Bogota, comme par rapport à Leticia lui ont permis d'impliquer les communautés ticunas présente sur son territoire dans les programmes de gestion du parc. À partir des années 2000, émerge l'idée de confier la gestion du parc au secteur privé, dans le but de profiter de l'essor de l'écotourisme au niveau mondial.

## Faune et flore
Le parc présente un intérêt considérable pour les scientifiques. Beaucoup de spécimens zoologiques y ont été collectés.